# Progress of Theoretical and Experimental Physics
Progress of Theoretical and Experimental Physics is een Japans, aan collegiale toetsing onderworpen wetenschappelijk tijdschrift op het gebied van de theoretische fysica.
Het tijdschrift werd opgericht in 1946 door de latere Nobelprijswinnaar Hideki Yukawa. Tot 2013 heette het tijdschrift Progress of Theoretical Physics, in literatuurverwijzingen afgekort als Progr. Theor. Phys.